# Quatsinoporites cranhamii
Quatsinoporites cranhamii — вид викопних грибів крейдяного періоду, що належить до монотипового роду Quatsinoporites.
Вид відомий завдяки решткам знайденим у бухті Еппл на північному сході острова Ванкувер і є єдиним  описаним грибом Баремського ярусу.

### Класифікація
Рід з єдиним видом вперше описаний 2004 року групою вчених у складі Селени Сміт, Рендалфа Кюрея та Рут Стокі  з Університету Альберти. Дані дослідження було надруковано у журналі Mycologia.